# Гедройцы
Гедро́йцы (лит. Giedraičiai; пол. Giedroyciowie) — литовский княжеский род герба «Гиппоцентавр», по родовой легенде XVI века ведущий своё происхождение от легендарного князя Гедруса. В XIV—XVI веках представители некоторых ветвей этого рода переселились на территорию современных Белоруссии, России и Украины. В XVI веке выделилась немецкая ветвь рода, переселившаяся в Саксонию.
После последнего раздела Речи Посполитой между Россией, Австрией и Пруссией в 1795 году представители некоторых ветвей рода за участие в Наполеоновских войнах и Польских восстаниях 1830, 1848, 1863 годов были лишены как родового княжеского титула, так и княжеского и дворянского достоинства Российской империи с конфискацией земель, имущества и ссылкой в Архангельск, Читу, или Иркутск. По окончании ссылки им не разрешалось возвращаться в места прежнего жительства, все семьи бывших повстанцев пребывали под надзором полиции.

## Происхождение и история рода
Род князей Гедройц, по сведениям польских геральдиков, ведёт своё начало от князя Доршпрунга, князя на Дзъвялтове, сын которого, Зивибунд, был 1-м князем Литовского княжества. Потомок его великий князь Литовский Наримунд (VIII-колено) представил младшему своему брату, князю Гедрусу ( † 1282 и имя на жмудском языке обозначает — солнце) в удел местность,  простирающуюся от реки Вилия до Двины, где последний возвёл замок над озером Кемонт, названный Гедроты и стал именоваться Гедройцким князем.
В XIV—XVI веках представители некоторых ветвей этого рода переселились на территорию современных Белоруссии, России и Украины. В XVI веке выделилась немецкая ветвь рода, переселившаяся в Саксонию. Нисходящие потомки Гедруса, владея предковскими имениями, а по присоединению Литвы к Российской Державе, перешли в Российское подданство.
После последнего раздела Речи Посполитой между Россией, Австрией и Пруссией (1795) представители некоторых ветвей рода за участие в Наполеоновских войнах и Польских восстаниях 1830, 1848, 1863 годов были лишены, как родового княжеского титула, так и княжеского и дворянского достоинства Российской империи, с конфискацией земель, имущества и ссылкой в Архангельск, Читу, или Иркутск. По окончании ссылки им не разрешалось возвращаться в места прежнего жительства, все семьи бывших повстанцев пребывали под надзором полиции.

## Описание герба
В серебряном щите кентавр. Его конская половина чёрного цвета, человеческая натурального. Вместо хвоста у кентавра червлёная (красная) извивающаяся змея с высунутым жалом. Кентавр, оборотясь, стреляет из червлёного лука червлёной стрелой в пасть змеи.
Над щитом княжеский коронованный шлем. Нашлемник: три страусовых пера, из коих среднее — чёрное, а крайние — серебряные. Намёт: чёрный с серебром. Герб украшен червлёной, подбитой горностаем, мантией с золотыми кистями и бахромой и увенчан княжеской короной. Герб внесён в Общий гербовник дворянских родов Российской империи, часть 13, 1-е отделение, стр. 3.

## Генетический паспорт
Род Гедройцев принадлежит к Y-ДНК гаплогруппе N-L1027, то есть - их ближайший общий предок с Гедиминовичами жил между 5000 и 2500 лет назад и является прямым предком половины литовцев, латышей и восточнопрусцев. Представитель данного рода имеет субклад N-Y59499*. Возраст TMRCA CI 95% 1650<->700 ybp. https://www.yfull.com/tree/N-L1027/
"Выделяются отдельные ветви, например: I1a-Y13498
(общий предок ок. 1400 лет назад), N1c1-BY32561
(ок. 1450 л.н.), N1c1-Y24022 (ок. 1450 л.н.), N1c1-L1027
(ок. 950 л.н.), N1c1-Y134492 (ок. 1350 л.н.), R1a1-YP1182 (ок.
1150 л.н.) и ряд других, представленные, в основном, потомками
шляхты. Наличие в этой ветви потомков крестьянских родов не
влияет на вывод о принадлежности общего предка к правящему
классу. Представители крестьянских родов могут быть либо
потомками внебрачных детей, либо, что более вероятно, потомками
родов, потерявших шляхетский статус и сменивших фамилию."
В.Г. Волков
Генетические методы установления
социального статуса общего предка родов
различного сословного происхождения

## Известные представители
- Блаженный Михаил Гедройц († 1485) — принял священство, прославился чудотворением.
- Князь Матвей — литовский маршал, посол в Москву (1549).
- Князь Мельхиор Гедройц († 1608) — епископ самогитский (жемайтский), издатель первых печатных книг на литовском языке.
- Князь Гедройц Михаил Васильевич — стольник (1692)[2].
- Князь Ромуальд Гедройц (1750—1824) — один из сподвижников Костюшко.
- Князь Гедройц, Юзеф Арнульф (1754—1838) — епископ самогитский (жемайтский); публицист, просветитель и переводчик; член Российского библейского общества.
- Князь Стефан — епископ самогитский (1778).
- Князь Александр — великий обозный литовский (1778).
- Князь Степан — епископ самогитский, кавалер ордена Белого Орла († 1802).
- Князь Иосиф-Арнольд — епископ самогитский († 1838).
- Князь Семён — епископ адрамитский († 1844).
- Князь Николай Антонович (Миколай Михал сын Антония Юзефа) Гедройц (1853 -1933), меценат, основатель Художественных Музеев в Николаеве, Херсоне, Мариуполе, Днепре, Сумах и ряде городов Крыма, Дома-Музея Ильи Репина в Чугуеве Харьковской области. Автор идеи Передвижных Художественных выставок и первый её реализатор. Морской офицер, выпускник Санкт-Петербургской Академии Художеств.
- Князь Михаил Михайлович Гедройц (1856—1931) — русский генерал, герой русско-японской войны.
- Княжна Вера Игнатьевна Гедройц (1870—1932) — одна из первых в Российской империи женщин-хирургов, поэтесса и писательница.
- Константин Каэтанович Гедройц (1872—1932) — российский и советский почвовед-агрохимик, академик АН СССР.
- Князь Владимир Цесаревич Гедройц (1873 —1941)  — камергер императорского двора России.
- Раиса Адамовна Гедройц (Кудашева) (1878—1964) — автор стихотворения «В лесу родилась ёлочка».
- Ежи Гедройц (1906—2000) — польский и белорусский публицист, политик, мемуарист, деятель эмиграции.
- Гедройц, Алексей Николаевич (1923—1992) — учитель, переводчик и писатель.
- Гедройц, Аня Алексеевна (р. 1949) — актриса.
- Коки Гедройц (р. 1962) — британский кино- и телережиссёр.
- Мел Гедройц (р. 1968) — британская телеведущая, комик, актриса.